# Туросль (Подляское воеводство)
Туросль (пол. Turośl) — деревня в Польше, входит в состав Кольненского повета Подляского воеводства. Административный центр гмины Туросль. Находится у региональной автодороги 647 примерно в 14 км к западу от города Кольно. По данным переписи 2011 года, в деревне проживало 599 человек.
Среди объектов культурного наследия: деревянный костёл 2-й половины XIX века, деревянная кладбищенская часовня, дом священника, звонница, ветряная мельница.